# Rinconada (Chili)
Pour les articles homonymes, voir La Rinconada.
Rinconada est une commune chilienne située dans la province de Los Andes, elle-même située dans la région de Valparaíso. En 2016, sa population s'élevait à 10 703 habitants. La superficie de la commune est de 123 km2 (densité de 87 hab./km2).

## Géographie
La commune se trouve dans le centre du Chili.  La population est essentiellement urbaine (87,5% de la population en 2002). Elle est connue pour sa production de raisin qui est exporté et parce qu'elle perpétue la tradition du rodéo.

## Sanctuaire Sainte-Thérèse-des-Andes
Le sanctuaire d'Auco-Rinconada qui contient les restes de Thérèse des Andes, première sainte chilienne canonisée en 1993, est construit sur le territoire de la commune. Très populaire au Chili, le site fait l'objet de nombreux pèlerinages.

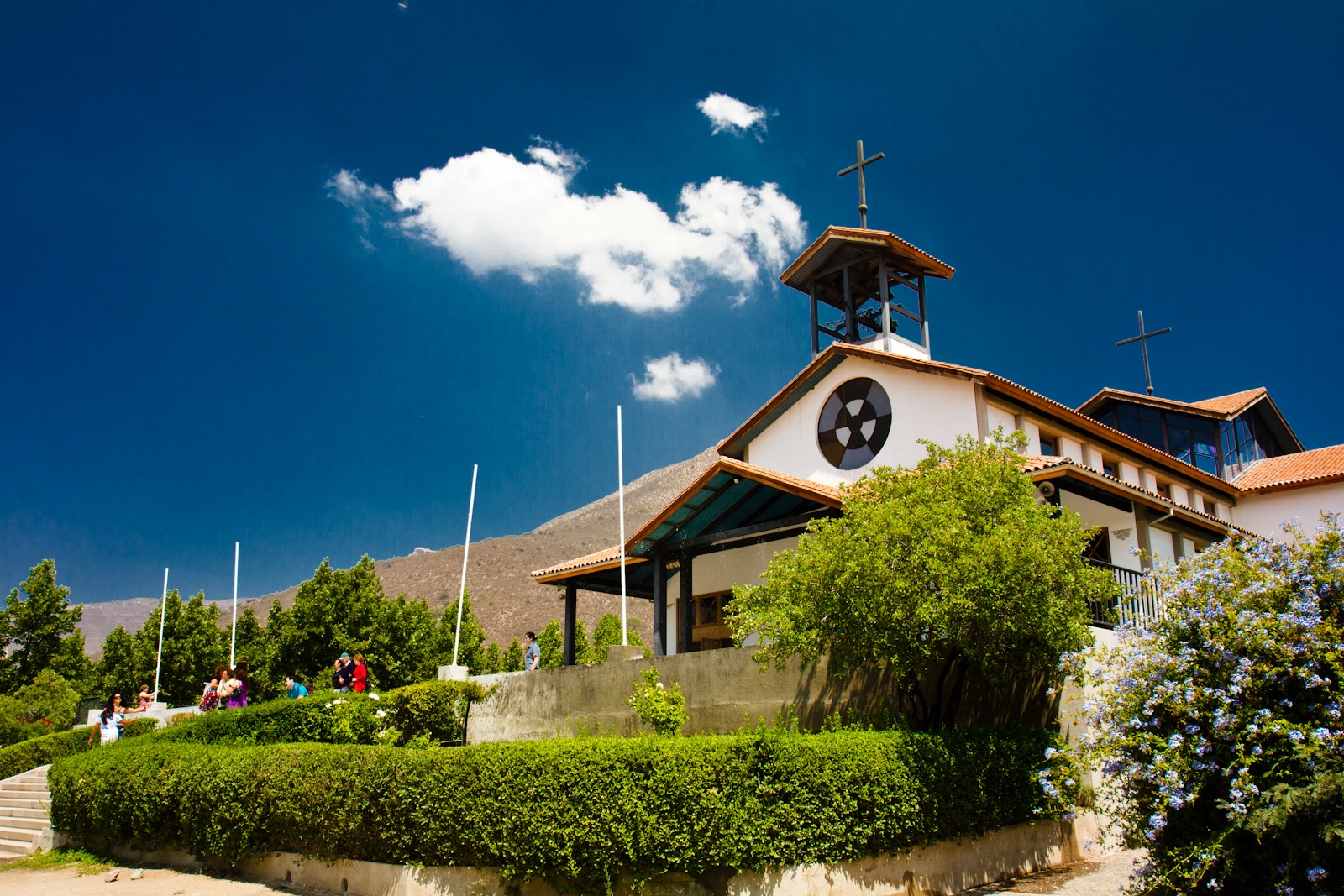
Sanctuaire dans lequel est enterré Thérèse des Andes.
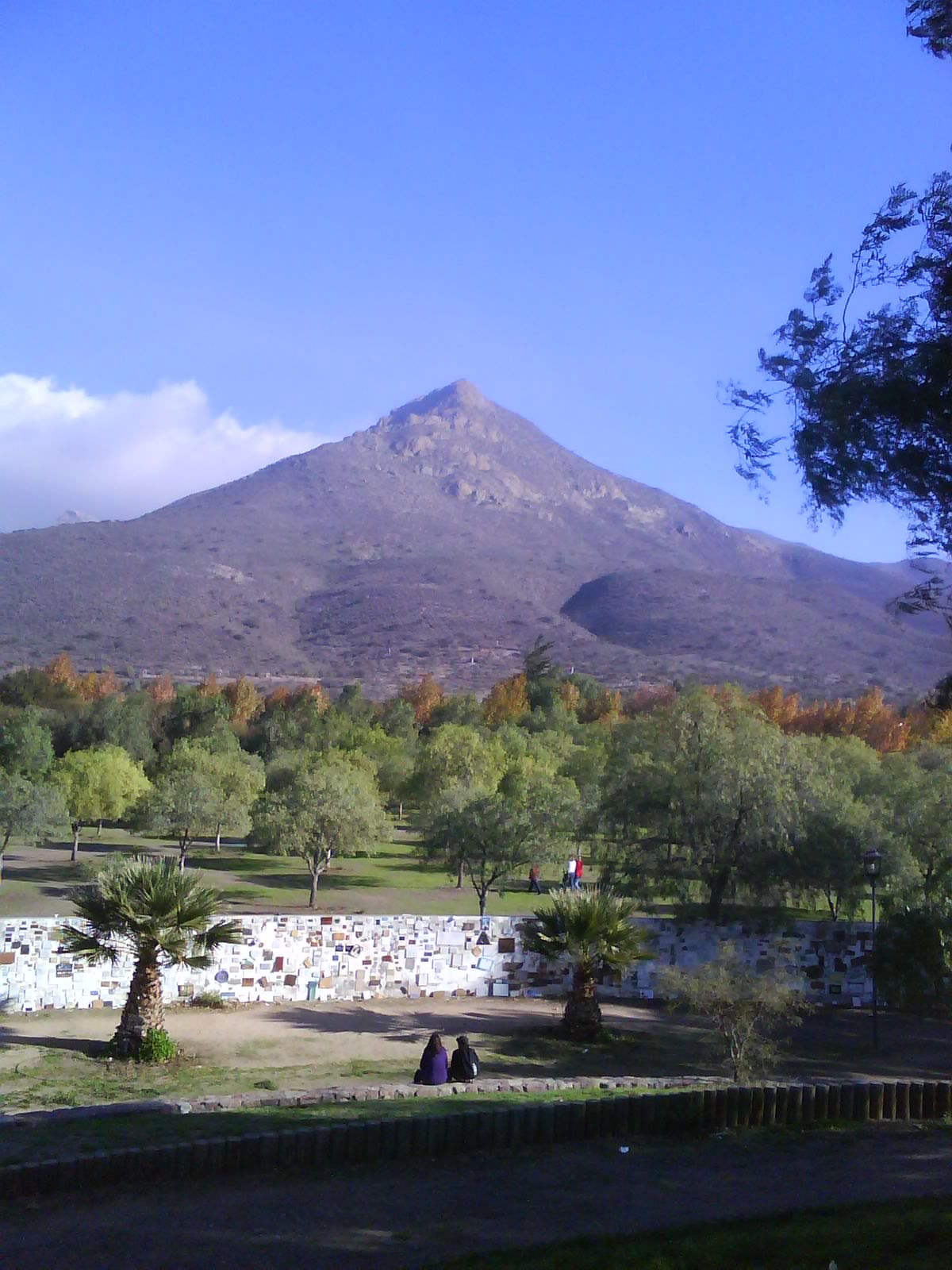
Site du sanctuaire .